# Михайловский, Владимир Михайлович
Владимир Михайлович Михайловский (7 ноября 1932, Ленинград — 15 апреля 2023, Калининград) — советский и российский художник, живописец, график, член Союза художников СССР, член Союза художников России, действительный член Петровской академии наук и искусств.

## Биография
Родился 7 ноября 1932 года в Ленинграде. В 1949 году поступил в Ленинградское Высшее художественно-промышленное училище им. В. Мухиной (Санкт-Петербургская государственная художественно-промышленная академия имени А. Л. Штиглица) на факультет монументально-декоративной живописи.
В 1957 году, завершив восемь курсов учёбы, приехал по вызову в Калининградскую организацию художников. В 1965 году вступил в организацию Союза художников СССР. В порядке исключения из устава Союза художников в 1959 году был введён в состав Художественного совета Калининградских художественно-производственных мастерских и проработал в нём, включая в роли председателя, до 1980-х годов.
В 2006 году избран членом-корреспондентом, а в 2018 году — действительным членом Петровской академии наук и искусств.
Умер 15 апреля 2023 года в Калининграде.

## Творчество
Образование монументалиста определило разнообразие творческих проявлений Владимира Михайловского. Это станковая и монументальная живопись, графика, включая эстамповую, керамика.
Основная направленность творчества Владимира Михайловского — маринистика. В числе сюжетов этого жанра — историческая и военно-морская тематика. Много внимания художник уделил творческим работам для кают-компаний военных кораблей, строившихся на заводе «Янтарь» в Калининграде с 1973 по 1998 годах. Это были панно в технике маркетри, графика в технике горячей эмали и живопись разной тематики.
В сферу творческого внимания Владимира Михайловского вошли сюжеты из жизни морских портов, труда колхозных рыбаков, тема яхтинга, тема экзотики берегов морского побережья. Кроме того художник проявил себя и как заметный портретист в живописи и графике.
Значительную роль в творчестве художника сыграла командировка в северную Атлантику в 1963 году на судах промыслового флота. Это событие вместе с обилием этюдных работ дало существенный импульс к плодотворной работе на все последующее время.
Более 50 работ, созданных в 1960-х годах, автор передал в дар Музею Мирового океана.
Творчеству Владимира Михайловского неизменно присущ стиль реализма и энергетика положительного настроения. Этим, а также профессиональным мастерством, определяется творческий успех художника.

## Выставки
Персональные
1967—1988 — «Море и корабли», Музей Калининградского Высшего Военно-морского училища, Калининград
2002 — «Зов моря», Музей Калининградского Высшего Военно-морского училища, Калининград
2003 — «Моя стихия», Музей Мирового океана, Калининград
2006 — «Наше море», Музей Мирового океана, Калининград
2017 — «Пространство волнений», Калининградский областной Музей изобразительных искусств, Калининград
2018 — «Море. Фареры. Корабли», Музей Мирового океана, Калининград
Республиканские и зональные
1961 — Выставка произведений художников-маринистов, Москва
1964 — I Зональная выставка «В едином строю», Москва
1965 — II Республиканская выставка «Советская Россия», Москва
1967 — II Зональная выставка «В едином строю», Москва
1969 — III Зональная выставка «Центр — северные области», Смоленск
1972 — Выставка «По родной стране», Москва
1974 — IV Зональная выставка «Художники центральных областей России», Иваново
1975 — V Республиканская выставка «Советская Россия», Москва
1979 — Выставка «Художники — труженикам моря», Москва — Калининград
1980 — V Зональная выставка «Художники Нечерноземья», Рязань
1981 — Всероссийская выставка «По родной стране», Москва
1984 — Выставка, посвящённая 60-летию Морского флота СССР «Голубые просторы России», Ленинград
1985 — Межреспубликанская выставка «40 лет Великой Победы», Рига, Латвия
2010 — Выставка «Царское село — город воинских традиций», г. Пушкин, Санкт-Петербург
Областные и отчётные
1974 — Выставка «Художники Калининграда», Художественная галерея, Калининград
1989 — Выставка «Пейзаж России», Музей Калининградского Высшего Военно-морского училища, Калининград
2000 — Выставка Калининградского областного Союза художников, Художественная галерея, Калининград
2003 — Выставка «Художники — флоту», Дом искусств, Калининград
2005 — Выставка «Корабли», Дом художника, Калининград
2006 — Выставка, посвящённая 60-летию Калининградской области
2007 — Выставка «Новая волна», Музей Мирового океана, Калининград
Международные и зарубежные
1961, 1968 — Выставка произведений калининградских художников, Ольштын, Польша
1970—1971 Выставка «Художники Калининграда», Ольштын-Кетржик, Польша
1992 — Токио, Осака, Япония
2010 — Выставка «Земля родная», Манеж, Санкт-Петербург

## Награды
1984 — Медаль «Ветеран труда»
1989 — Знак «Житель блокадного Ленинграда»
2000 — Знак «За достижения в культуре»
2004 — Медаль «В честь 60-летия полного освобождения Ленинграда от фашистской блокады»
2004 — Медаль «В память 300-летия Санкт-Петербурга»
2005 — Памятный знак «Ветерану Великой Отечественной войны» от губернатора Калининградской области
2010 — Медаль «65 лет Победы в Великой Отечественной войне 1941—1945 годов»
2010 — Медаль «За заслуги перед Калининградской областью» от губернатора Калининградской области

## Произведения
Произведения Владимира Михайловского находятся в собраниях Калининградского областного Музея изобразительных искусств, Калининградского областного Историко-художественного музея, Музея Мирового океана, Музея Калининградского Высшего Военно-морского училища им. Ф. Ф. Ушакова, Калининградского областного правительства, ЗАО «Вестрыбфлот», а также на кораблях Военно-морского флота: на нескольких сторожевых кораблях, в том числе СКР «Неустрашимый», на больших противолодочных кораблях «Адмирал Харламов», «Адмирал Шапошников», «Адмирал Чабаненко», построенных в Калининграде, а также в частных коллекциях в России и за рубежом.